# رافائيل ميد
رافائيل ميد (بالإنجليزية: Raphael Meade)‏ هو لاعب كرة قدم بريطاني في مركز الهجوم، ولد في 22 نوفمبر 1962 في إيزلينغتون ‏ في المملكة المتحدة. لعب مع إيبسويتش تاون وبرايتون أند هوف ألبيون ودندي يونايتد وريال بيتيس وسبورتينغ لشبونة ونادي أرسنال ونادي أودنسه ونادي بليموث أرجايل ونادي كرولي تاون ونادي لوتون تاون.

## وصلات خارجية
- رافائيل ميد على موقع قاعدة بيانات كرة القدم.إي يو (الإنجليزية)